# 루벤 카디네스
루벤 카디네스(영어: Ruben Cardenas, 1997년 10월 10일 ~ )는 미국의 야구 선수이자, 현 KBO 리그 키움 히어로즈의 외야수이다.

## 미국 프로야구 시절
2018년에 클리블랜드 가디언스에 입단하였다.

## 한국 프로야구 시절
2024년 7월 10일에 데이비드 맥키넌을 대체할 외국인 타자로 영입되었으며  슬러거 등번호인 44번을 사용했는데  이 등번호는 삼성에서 대부분 외국인 투수들이 착용했다. 삼성 입단 후 처음 몇 경기에서는 좋은 모습을 보였으나, 이후 6경기만 뛰고 부상을 호소하다가, 태업 논란까지 나오며 팀의 분위기를 크게 저하시켰다. 이로 인해 결국 8월 12일, 한달만에 퇴출되었다. 그의 대체 선수는 르윈 디아즈이다.
3개월 후, 키움 히어로즈와 계약을 맺고 KBO 리그 무대에 재복귀한다. 이 과정서 삼성 라이온즈 시절 태업 논란 해명 기사가 나왔으며, 논란 사유가 트레이닝 파트와 구단 내부의 소통에 문제가 있었던 것으로 확인되었다.